# Bearsite
La bearsite è un minerale.